# Pozsonyi Lajos
Pozsonyi Lajos (1932. január 26. – 2010. március 26.) magyar válogatott jégkorongozó és fotográfus.

## Pályafutása
Sportolói pályafutását labdarúgókapusként kezdte a Ferencvárosban. Még ifjúsági korban sportágat váltott és 1948-tól a Ferencváros jégkorong csapatában lett kapus. Labdarúgó múltjának köszönhette különleges védési technikáját: a jégen is vetődve hárította a lövéseket. A zöld-fehér klubbal összesen hatszor nyert bajnokságot. Hetvenötször lépett pályára a magyar válogatott mezében.

Miután visszavonult az aktív sportélettől fotóriporterként járta a különböző sportágak eseményeit. Évtizedeken keresztül Pozsonyi Lajos képei színesítették a Ferencváros egyesületi kiadványait.

## Sikerei, díjai
- Magyar bajnok
  - bajnok: 1951, 1955, 1961, 1962, 1964, 1967